# Воинешти (Вултурешти)
Воинешти (рум. Voinești) насеље је у Румунији у округу Васлуј у општини Вултурешти. Oпштина се налази на надморској висини од 156 m.

## Становништво
Према подацима из 2011. године у насељу је живело 290 становника.